# Lucio Epidio Ticio Aquilino
Lucio Epidio Ticio Aquilino (en latín Lucius Epidius Titius Aquilinus) fue un senador romano que desarrolló su carrera política en el primer tercio del siglo II, bajo los imperios de Trajano y Adriano.

## Orígenes y carrera
Posiblemente era de origen itálico. Su único cargo conocido fue el de consul ordinarius en el año 125, bajo Adriano.

## Descendencia
Sus hijos fueron Plaucio Quintilo, consul ordinarius en 159 bajo Antonino Pío, y Lucio Ticio Plaucio Aquilino, consul ordinarius en 162 bajo Marco Aurelio y Lucio Vero.